# Word2vec
Word2vec là một kỹ thuật xử lý ngôn ngữ tự nhiên. Thuật toán Word2vec sử dụng một mô hình mạng thần kinh để học các liên kết từ (sự liên quan của từ) từ một kho ngữ liệu văn bản có dung lượng lớn . Sau khi được huấn luyện, mô hình có thể phát hiện các từ đồng nghĩa hoặc gợi ý các từ bổ sung cho một phần của câu. Với cái tên nói lên tất cả, word2vec thể hiện cho mỗi từ riêng biệt với một danh sách cụ thể của các số được gọi là vectơ. Các vectơ được lựa chọn cẩn thận sao cho một hàm toán học đơn giản sẽ (độ tương tự cosin giữa các vectơ) cho biết mức độ của độ tương tự ngữ nghĩa giữa các từ được biểu diễn bằng các vectơ đó.

## Phương pháp tiếp cận
Word2vec là một nhóm các mô hình có quan hệ với nhau được dùng để sản sinh các nhúng từ (word embedding). Các mô hình này là các mạng thần kinh nông hai lớp, được huấn luyện để tái tạo lại ngữ cảnh ngữ nghĩa của các từ vựng. Word2vec có dữ liệu đầu vào là một ngữ liệu văn bản lớn và đầu ra là một không gian vectơ, điển hình vài trăm chiều, với mỗi từ duy nhất trong ngôn ngữ học khối liệu (corpus linguistics) được gán cho một vectơ tương ứng trong không gian vectơ. Các vectơ từ được đặt trong không gian vectơ sao cho những từ chia sẻ chung ngữ cảnh trong kho ngữ liệu có vị trí gần nhau (tính theo độ tương tự ngữ nghĩa) trong không gian.

## Lịch sử
Word2vec được tạo ra, cấp bằng sáng chế và xuất bản năm 2013 bởi một nhóm nhà nghiên cứu dẫn đầu bởi Tomas Mikolov tại Google
với 2 bài báo. Hai kiến trúc mô hình điển hình được đề cập là CBOW và Skip-gram.
Các nhà nghiên cứu khác giúp ích với việc phân tích và giải thích thuật toán. Các vectơ nhúng tạo ra cách dùng thuật toán Word2vec với nhiều lợi ích so với các thuật toán trước đó chẳng hạn phân tích ngữ nghĩa tiềm ẩn.